# 本納寺
本納寺（ほんのうじ）は、東京都豊島区にある日蓮宗の寺院。

## 概要
1650年（慶安3年）、実蔵院日相によって開山された。近くの法明寺の雑司ヶ谷鬼子母神の参詣が流行っていたのが、当寺を創建した理由ともいわれている。

## 墓所
- 三河井上家（譜代大名）
元々は文京区の浄心寺にあったものだが、1909年（明治42年）に当寺の離れ墓地に改葬され、1996年（平成8年）に当寺境内墓地に再改葬された[3]。
- 秋田雨雀（劇作家）
秋田雨雀は青森県出身だが、人生の半分以上を雑司が谷で暮らしていたことから、当寺で葬られることになった[4]。

## 交通アクセス
- 雑司が谷駅より徒歩2分。